# Ujanowice (gmina)

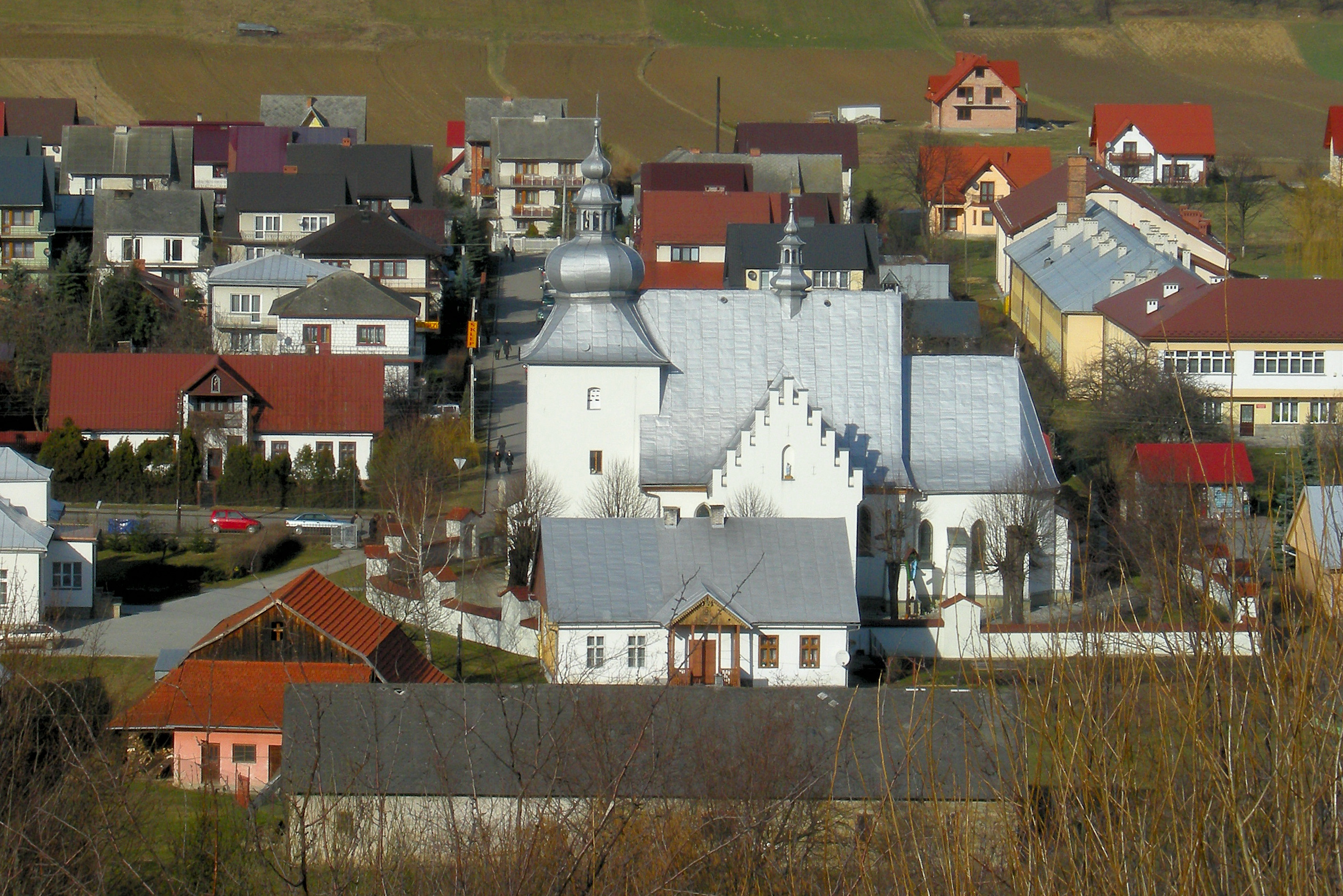
Ujanowice

Ujanowice (od 1973 Laskowa) – dawna gmina wiejska istniejąca w latach 1934–1954 w woj. krakowskim (dzisiejsze woj. małopolskie). Siedzibą władz gminy były Ujanowice.
Gmina zbiorowa Ujanowice została utworzona 1 sierpnia 1934 roku w powiecie limanowskim w woj. krakowskim z dotychczasowych jednostkowych gmin wiejskich: Jaworzna, Kamionka Mała, Krosna, Laskowa, Strzeszyce, Ujanowice i Żmiąca. Według stanu z dnia 1 lipca 1952 roku gmina składała się z 9 gromad: Jaworzna, Kamionka Mała, Kobyłczyna, Krosna, Laskowa, Sechna, Strzeszyce, Ujanowice i Żmiąca. Jednostka została zniesiona 29 września 1954 roku wraz z reformą wprowadzającą gromady w miejsce gmin. 
Jednostki nie przywrócono 1 stycznia 1973 roku po reaktywowaniu gmin, utworzono natomiast jej terytorialny odpowiednik, gminę Laskowa.